# متهور (سلسلة مارفل مصورة)
 متهور أو ديرديفل (بالإنجليزية: Daredevil) هو اسم لعدة عناوين كتب رسوم هزلية تحكي عن البطل الخارق ديرديفل، وهي هوية سرية لمدافع أعمى يدعى مات مردوك، الذي يحصل على حواس خارقة نتيجة لحادث يتضمن مادة مشعة. تم نشر جميع أجزاء السلسلة بواسطة مارفل كوميكس، بدءًا من سلسلة الكتب الهزلية الأصلية ديرديفل التي صدرت لأول مرة في عام 1964. وكان الجزء الأول هو الأطول في المدة الزمنية، حيث استمر حتى عام 1998. في الستينيات، كتب السلسلة ستان لي ورسمها في البداية بيل إيفرت مع بعض المساعدة من جاك كيربي. عادة ما تتمركز أحداث ديرديفل في هيلز كيتشن في مانهاتن. كانت شخصية كارين بيج هي المحبوبة الرئيسية لديرديفل طوال هذه السلسلة الأولى، مع العديد من التقلبات. يظهر فوجي نيلسون كشخصية متكررة عبر جميع سلسلة ديرديفل، كصديق مقرب ومساعد في القانون لمات مردوك.
قدم والي وود الزي الأحمر القياسي للشخصية، وتم استبداله بـ جون روميتا الأب ثم جين كولان كفنانين. كتب لي القصص حتى عام 1969. روي توماس كتب السلسلة من عام 1969 إلى 1971. في السبعينيات، كتب السلسلة جيري كونواي، من بين آخرين. في هذه الفترة، تعاون ديرديفل مؤقتًا مع بلاك ويدو في سان فرانسيسكو. في عام 1972، أصبح ستيف جيربر الفنان الرئيسي للسلسلة. عمل عدد من الكتاب المختلفين على السلسلة، بما في ذلك مارف وولفمان الذي قدم العدو اللدود لديرديفل بولساي. في أواخر السبعينيات، كتب روجر ماكنزي السلسلة وأدخل تأثيرًا من كوميكس الرعب.
كانت فترة فرانك ميلر المؤثرة في أوائل الثمانينيات، المستوحاة من رسوم الجريمة، قد أسست أهمية وابتكار السلسلة. في هذه الفترة، كان ديرديفل أحد أكثر كتب الكوميكس مبيعًا في أمريكا. قدم تأثيرات من سينما نوار وأفلام نينجا، وأنشأ شخصية إليكترى، حبيبة ديرديفل السابقة المليئة بالمشاكل، وجيش من النينجا الأشرار. ركز ميلر على بولساي وكينغ بن كأعداء رئيسيين لديرديفل، كما قدم شخصية بانشر إلى السلسلة. كانت القضية التي انتهت بوفاة إليكترى الصادمة والعنيفة حدثًا لافتًا في كوميكس العقد. بعد فترة قصيرة من دينيس أونيل، عاد ميلر إلى السلسلة لكتابة القصة الشهيرة "مولود من جديد"، حيث أصبحت كارين بيج مدمنة هيروين وبيعت هوية مات مردوك السرية لأعدائه. ركزت آن نوكيني، خليفته، على موضوعات من اليسار السياسي، وأنشأت الشرير تايفويد ماري. كتب ميلر أيضًا سلسلة ديرديفل: الرجل الذي لا يخاف في أوائل التسعينيات، التي تناولت قصة خلفية الشخصية وعلاقته المبكرة مع إليكترى. تعاون جون روميتا الابن مع كل من ميلر ونوكيني. أيضًا في التسعينيات، غيّر الكاتب دي. جي. تشيستر بالتعاون مع سكوت ماكنيل زي الشخصية الرئيسية وأملى أسلوبًا مثيرًا ومفعمًا بالإثارة يشبه أسلوب كوميكس تلك الفترة. أعاد تشيستر أيضًا إدخال إليكترى إلى السلسلة، وهي الشخصية التي تم إحياؤها من الموت.
في وقت لاحق من العقد، بدأ جو كوياسادا الجزء الثاني من السلسلة، الذي استمر من 1998 إلى 2011. هذه السلسلة الجديدة، التي تم تحريرها لأول مرة تحت علامة مارفل نايتس، أعادت شعبية السلسلة مرة أخرى. كتب المخرج السينمائي الشهير كيفن سميث أيضًا جزءًا حاسمًا، حيث قُتلت كارين بيج على يد بولساي. بعد ذلك، تعاون براين مايكل بنديس وأليكس ماليف على جزء نقدي مشهور. في القرن الواحد والعشرين، كتب إد بروبيكر قصة لاقت إعجابًا مماثلًا. ركز كل من بنديس وبروبيكر على الجوانب الأكثر ظلمة للشخصية. مارك ويد، الذي كتب الجزء الثالث والرابع، اتخذ نهجًا أخف نوعًا ما وركز على القوى غير العادية للشخصية. كتب تشارلز سول الجزء الخامس.
نالت سلسلة ديرديفل إعجاب النقاد، كما فازت بعدد من جوائز إيسنر.

## ديرديفل الجزء الأول. (1964-1998)

### الستينيات
بدأت السلسلة مع مارفل كوميكس بقصة ديرديفل #1 (تاريخ الغلاف إبريل 1964)، التي كتبها ستان لي ورسمها بيل إيفرت. كان غلاف العدد الأول مستوحى من الرسم الأولي لجاك كيربي، ولكن تم تلوينه بواسطة إيفرت. رسم إيفرت محتويات العدد. عندما قدم إيفرت رسوماته للعدد الأول متأخرًا جدًا، قام مدير الإنتاج في مارفل سول برودسكي وستيف ديتكو، مبتكر سبايدر مان، بتلوين مجموعة متنوعة من الخلفيات المختلفة، وصنعوا الغلاف والصفحة الرئيسية من رسم كيربي الأصلي. غطى العدد الأول كل من أصل الشخصية ورغبته في تحقيق العدالة ضد الرجل الذي قتل والده، الملاكم "جاك المقاتل" مردوك، الذي رَبّى مات مردوك الشاب في حي هيلز كيتشن في مانهاتن، مدينة نيويورك. غرس جاك في مات أهمية التعليم واللاعنف بهدف رؤية ابنه يصبح رجلًا أفضل منه. في أثناء إنقاذه لرجل أعمى من مسار شاحنة قادمة، يتعرض مات للعمى بسبب مادة مشعة سقطت من المركبة. يعزز التعرض للمادة المشعة حواسه المتبقية إلى حدود غير بشرية، ويمنحه نوعًا من "حاسة الرادار"، مما يمكنه من اكتشاف شكل وموقع الأشياء من حوله. لدعم ابنه، عاد جاك مردوك إلى الملاكمة تحت إشراف فيكسر، وهو مجرم معروف، وكان الشخص الوحيد الذي وافق على التعاقد مع الملاكم العجوز. عندما رفض التلاعب في مباراة بسبب وجود ابنه في الجمهور، قتله أحد رجال فيكسر. بعد أن وعد والده بعدم استخدام العنف لحل مشاكله، اعتمد مات هوية جديدة تمكنه من استخدام القوة البدنية. مرتديًا زيًا أصفر وأسود مصنوعًا من رداء الملاكمة لوالده، ومستخدمًا قدراته الخارقة، يواجه مات القتلة كالبطل الخارق ديرديفل، مما يتسبب عن غير قصد في إصابة فيكسر بنوبة قلبية قاتلة.
قدم والي وود زي ديرديفل الأحمر القياسي في العدد #7، والذي يظهر معركة ديرديفل ضد سب مارينر الأقوى بكثير، وأصبح قصة كلاسيكية من السلسلة المبكرة. كما أعاد وود تصميم زي ديرديفل ليشمل معدات الاتصالات؛ في تصويره، يحتوي القناع على جهاز استقبال راديو معقد، ويُعتبر قرونه هو الهوائيات لاستقبال إشارات الراديو ومضخمات لنبضات حواسه الخارقة. ومع ذلك، تم التخلي عن هذه المفاهيم.
بدأ العدد #12 بفترة قصيرة كتبها جاك كيربي (تصميمات) وجون روميتا الأب. كان العدد بمثابة عودة روميتا إلى رسم أبطال الكتب الهزلية بعد عقد من العمل حصريًا كفنان كوميكس رومانسية لدي سي. كان روميتا قد شعر أنه لم يعد يريد رسم القصص المصورة، مفضلًا أن يكون فقط فنانًا للتلوين. ذكر في مقابلة في عام 1999،
كنت قد قمت بتلوين مهمة المنتقمون لستان، وأخبرته أنني فقط أرغب في التلوين. شعرت أنني قد استنفدت من الرسم بعد ثماني سنوات من العمل في كوميكس رومانسية. لم أرغب في الرسم بعد الآن؛ في الواقع، لم أستطع العمل في المنزل بعد الآن – لم أستطع أن أضبط نفسي لأفعل ذلك. فقال "حسنًا"، لكن في أول فرصة سنحت له، أظهر لي هذه القصة عن ديرديفل التي بدأها شخص ما ولم يعجبه، وأراد شخصًا آخر للقيام بها.
كما شرح روميتا لاحقًا:
ستان أظهر لي صفحة السلاش الخاصة بـ ديك آيرس لـ ديرديفل. سألني، "ماذا ستفعل مع هذه الصفحة؟" أريت له على ورق الشفاف ما كنت سأفعله، ثم طلب مني أن أرسم ديرديفل بالطريقة التي سأقوم بها. رسمت رسمًا كبيرًا لديرديفل... مجرد رسم كبير على ورق الشفاف لديرديفل وهو يتأرجح. وأحبها ستان.

عندما غادر روميتا للانتقال إلى العمل على الرجل العنكبوت المدهش، منح لي سلسلة ديرديفل إلى جين كولان، الذي بدأ عمله مع العدد #20 (سبتمبر 1966). على الرغم من أن العدد #20 يحدد كولان كفنان تعبئة، إلا أن عبء عمل روميتا منعه من العودة للسلسلة, وانتهى كولان برسم جميع الأعداد باستثناء ثلاثة حتى العدد #100 (يونيو 1973)، بالإضافة إلى السنوية لعام 1967، تلتها عشر أعداد من عام 1974 إلى 1979. عاد مرة أخرى لمدة ثماني أعداد في عام 1997.
لم يقدم لي أبدًا نصًا كاملًا لكل عدد من ديرديفل؛ بدلًا من ذلك، كان يخبره بالقصة، وكان كولان يسجل الحديث ليستعين به أثناء الرسم، ثم كان لي يضيف النص لاحقًا. على الرغم من أن كولان كان يُنسب دائمًا كرسام فقط، إلا أن لي كان يعطيه عادةً حرية إضافة التفاصيل للقصة كما يراها. أوضح لي "إذا أخبرت جين من هو الشرير وما هي المشكلة، وكيف يجب حل المشكلة وأين ستحدث، فإن جين يستطيع أن يملأ جميع التفاصيل، مما جعل الكتابة مثيرة للاهتمام بالنسبة لي لأنه عندما كنت أرى العمل الفني وأضع النصوص، كنت أرى أشياء لم أكن أتوقعها". تتضمن سلسلة الأعداد التي كتبها لي وكولان والتي استمرت 31 عددًا ديرديفل #47، التي يدافع فيها مردوك عن فيتنامي أعمى ضد التلفيق؛ ذكر لي أن هذه هي القصة التي يفتخر بها أكثر من أي شيء آخر في مسيرته. مع العدد #51، سلم لي كتابة السلسلة إلى روي توماس (الذي خلفه في العديد من عناوين مارفل)، ولكنه بقي على رأس السلسلة كمدير تحرير لمدة 40 عددًا أخرى. ينطلق ديرديفل في سلسلة من المغامرات التي تشمل مثل هؤلاء الأشرار مثل البومة والرجل الأرجواني. في العدد #16 (مايو 1966)، يلتقي ديرديفل مع سبايدر مان، الذي سيصبح في النهاية أحد أصدقاء ديرديفل المقربين. تكشف رسالة من سبايدر مان عن هوية ديرديفل السرية، مما يضطره إلى تبني هوية ثالثة كأخيه التوأم مايك مردوك، الذي تتسم شخصيته المرحة والشقية بأنها تشبه إلى حد كبير شخصية ديرديفل أكثر من مات مردوك الجاد والمتحفظ عاطفيًا. تم استخدام خط القصة "مايك مردوك" لتسليط الضوء على اضطراب الشخصية المتعددة. تم التخلي عن هذه الهوية الثالثة في الأعداد #41-42؛ حيث يتظاهر ديرديفل بموت مايك مردوك ويزعم أنه قام بتدريب بديل لديرديفل. تتضمن سلسلة الأعداد الـ 31 التي كتبها لي وكولان (التي بدأت بالعدد #20) ديرديفل #47، حيث يدافع مردوك عن فيتنامي أعمى ضد تلفيق؛ وقد ذكر لي أنها واحدة من قصصه المفضلة.
كشف مات عن هويته السرية لصديقته كارين بيج في قصة نشرت في 1969. ومع ذلك، كانت هذه الحقيقة أكثر من أن تتحملها، فقامت بقطع علاقتهما. كانت هذه البداية للعديد من الانفصالات الطويلة الأمد بين مات وكارين، التي ظلت شخصية متكررة حتى وفاتها في أواخر التسعينات.

### أوائل السبعينيات: فترة جيري كونواي
تولى جيري كونواي البالغ من العمر 18 عامًا الكتابة بدءًا من العدد #72، ووجه السلسلة نحو اتجاه خيال علمي مليء بالمعالم الثقافية. كما نقل كونواي ديرديفل إلى سان فرانسيسكو بدءًا من العدد #86 من ديرديفل، وأدخل في الوقت نفسه بلاك ويدو كرفيقة للبطولة.

### منتصف السبعينيات: فترة مارف وولفمان
خلفت جيني بلاك إيزابيلا جيري جيربر ككاتبة، لكن المحرر لين وين لم يوافق على رؤيتها للسلسلة وأرسلها بعد خمسة أعداد فقط، ليخطط للكتابة بنفسه. بدلاً من ذلك، قرر تسليم وظائف الكتابة والتحرير لصديقه مارف وولفمان بدءًا من العدد #124، الذي قدّم فيه كلاوس جانسون كفنان تلوين للسلسلة. كما تم إخراج شخصية بلاك ويدو من السلسلة وإعادة ديرديفل إلى هيلز كيتشن؛ شعر كتاب ما بعد كونواي أن ديرديفل كان يعمل بشكل أفضل كبطل فردي، وكانوا يعملون تدريجيًا على إزالة بلاك ويدو من السلسلة. تضمنت فترة وولفمان الممتدة لـ 20 عددًا تقديم أحد أكثر أعداء ديرديفل شهرة، بولساي. شعر وولفمان بعدم الرضا عن عمله وترك السلسلة، موضحًا لاحقًا، "شعرت أن ديرديفل كان بحاجة إلى شيء أكثر من الذي كنت أقدمه له. لم أكن سعيدًا أبدًا مع ديرديفل—لم أجد الشيء الذي جعله لي بالطريقة التي فعلها فرانك ميلر بعد عام أو عامين. لذلك كنت أحاول إيجاد أشياء تثير اهتمامي وبالتالي، كنت آمل أن تثير اهتمام القراء. وفي النهاية، لم أستطع إيجاد شيء يجعل ديرديفل فريدًا بالنسبة لي، فطلبت مغادرة السلسلة." تزامن مغادرته مع وفاة بوب براون بسبب لوكيميا.
عاد وولفمان بديرديفل إلى هيلز كيتشن. قدم وولفمان بسرعة هيذر جلين النشطة ولكن العاطفية الضعيفة لتحل محل بلاك ويدو كحبيبة لديرديفل. تضمنت فترة وولفمان الممتدة لـ 20 عددًا تقديم أحد أشهر أعداء ديرديفل، بولساي.

### أواخر السبعينيات: فترة روجر ماكنزي
مع العدد #144، أصبح جيم شوتر كاتب السلسلة وانضم إليه مجموعة من الفنانين الذين عملوا لفترات قصيرة، بما في ذلك جيل كين، الذي كان يرسم معظم أغلفة ديرديفل منذ العدد #80 ولكن لم يعمل من قبل على محتوى الكوميكس الداخلي. بدأت مبيعات السلسلة المتراجعة في هذه الفترة، وتم تقليصها إلى حالة تصدر كل شهرين مع العدد #147. كان شوتر لا يزال يواجه صعوبة في مواكبة الجدول الزمني، وتم تسليم مهام الكتابة إلى روجر ماكنزي.
عمل ماكنزي على ديرديفل يعكس خلفيته في كوميكس الرعب، وأخذت القصص والشخصية نفسها نغمة أكثر ظلمة. يقاتل ديرديفل تجسيدًا للموت، ويظهر إعادة تصور لأصل ديرديفل يظهره وهو يستخدم تكتيكات الملاحقة لدفع فيكسر إلى نوبة قلبية قاتلة. أنشأ ماكنزي شخصية الصحفي المدخن بين يوريش من ديلي بيجل، الذي يكتشف هوية ديرديفل السرية عبر الأعداد #153–163. في منتصف مسيرته، انضم إليه الفنان فرانك ميلر، الذي كان قد رسم ديرديفل في الرجل العنكبوت المذهل #27 (فبراير 1979)، مع العدد #158 (مايو 1979).
في قصة تمتد عبر فترات عمل وولفمان، شوتر، وماكنزي على السلسلة، يكشف ديرديفل عن هويته لـ هيذر جلين. تستمر علاقتهما، لكنها تصبح ضارة بشكل متزايد لكليهما. على الرغم من عودة بلاك ويدو لمدة عشرة أعداد (#155–166) ومحاولتها إحياء علاقتها العاطفية مع ديرديفل، إلا أنه يرفضها في النهاية لصالح هيذر جلين.

### الثمانينيات: فترة فرانك ميلر

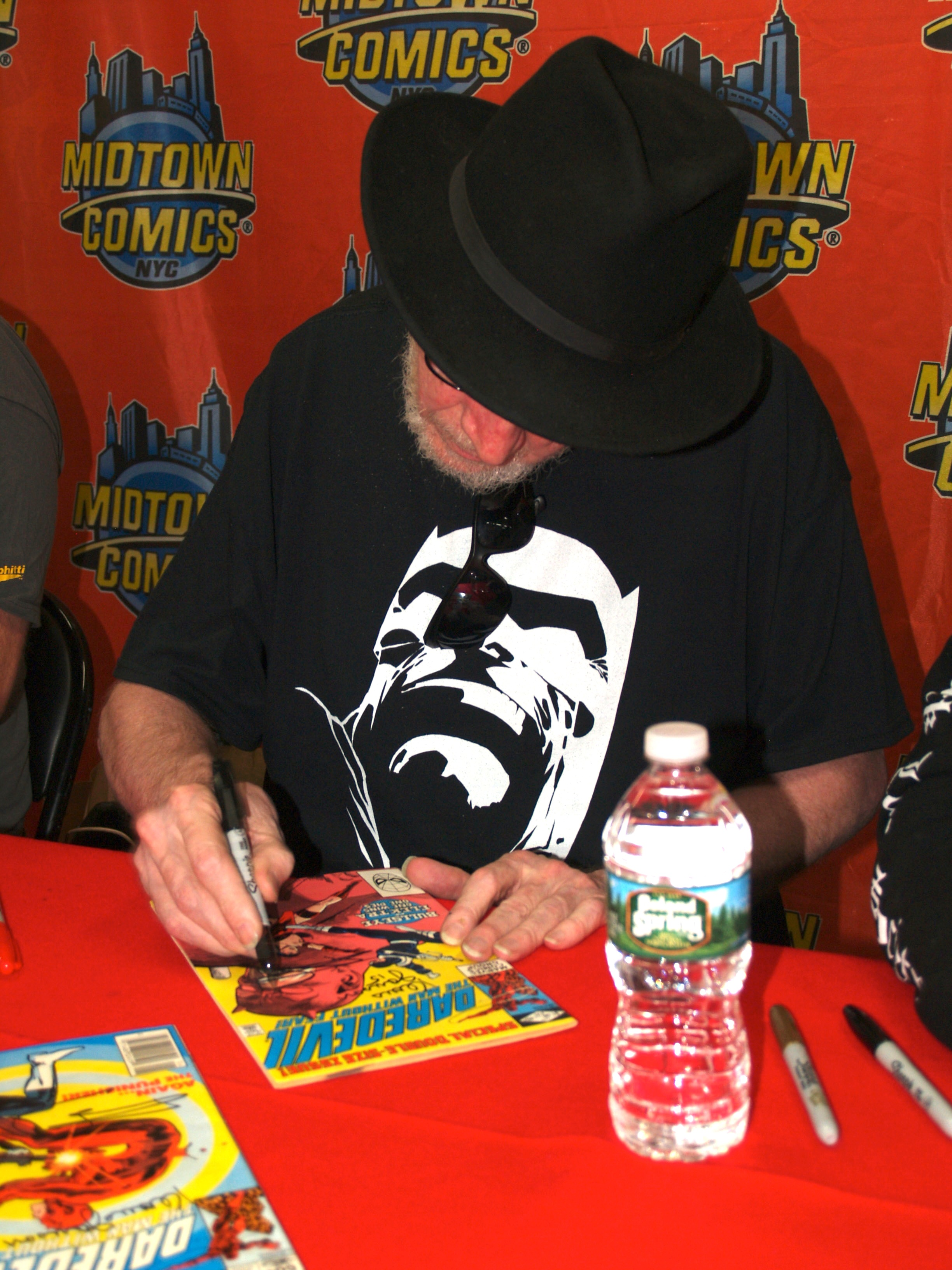
فرانك ميلر يوقع نسخة من العدد 181 من الجزء الأول (أبريل 1982)، خلال ظهوره في Midtown Comics في 2016.

كانت المبيعات قد بدأت في التراجع منذ نهاية فترة وولفمان/براون، وعندما أصبح ميلر رسام ديرديفل، كانت السلسلة مهددة بالإلغاء. علاوة على ذلك، لم يعجب ميلر نصوص روجر ماكنزي، وكان جيم شوتر (الذي أصبح لاحقًا رئيس تحرير مارفل) قد اضطر لإقناعه بعدم الاستقالة. سعياً لتهدئة ميلر، وبعد أن تأثر بالميزة الاحتياطية القصيرة التي كتبها، قام المحرر الجديد ديني أونيل بطرد ماكنزي ليتمكن ميلر من كتابة السلسلة. العدد الأخير من فترة ماكنزي يروج لقصة من جزأين تم سحبها من النشر، حيث أن محتواها الناضج واجه مقاومة من هيئة تنظيم الرسوم، على الرغم من أن الجزء الأول تم نشره في ديرديفل #183، حينها كانت معايير الكود قد تخففت.
في هذه الفترة، قام ميلر بنمذجة مظهر مات مردوك على الممثل روبرت ريدفورد. بدأت فترة ميلر الأولى، أولاً كرسام، ثم ككاتب ورسّام، وأخيرًا ككاتب وفنان تخطيط في مايو 1979 وانتهت في فبراير 1983. خلال هذه الفترة، تضاعفت المبيعات ليصل إلى متوسط 276,812 نسخة شهريًا. أشار مؤرخ الكوميكس ليس دانيلز إلى أن "تقريبًا على الفور، بدأ [ميلر] في جذب الانتباه بحكاياته المختصرة عن الجريمة الحضرية." كان إعادة ميلر للعنوان مثيرة للجدل بين المعجبين، ولكنها نجحت مع القراء الجدد، وبدأت المبيعات في الارتفاع، وعادت السلسلة إلى حالتها الشهرية بعد ثلاثة أعداد فقط من بدء ميلر في الكتابة. جعلت هذه السلسلة من ميلر نجمًا في صناعة الكوميكس. استلهم ميلر في الكتابة من أدب الجريمة القاسي وكذلك تقاليد الكوميكس البطولية. على سبيل المثال، استخدم تقنيات التشويق، والسخرية الدرامية، والشخصيات الغامضة التي اعتمدها من راي موند تشاندلر. انتقل ميلر بعيدًا عن تقاليد النوع السائد تجاريًا في كوميكس الأبطال الخارقين نحو الأسلوب الذي كان يثير اهتمامه أكثر: كوميكس الجريمة. كما كان ميلر مسؤولًا عن إبراز معتقدات ديرديفل الكاثوليكية واهتمامه العميق بـ التوبة.
مواصلًا التحول الجذري الذي بدأه ماكنزي، تجاهل ميلر الكثير من استمرارية ديرديفل قبل فترة عمله في السلسلة؛ في الحالات التي ظهرت فيها شخصيات أعداء وداعمة قديمة، تم إعادة صياغة شخصياتهم وتاريخهم مع ديرديفل. أبرز مثال على ذلك هو إعادة تصور شخصية جاك مردوك المحب والمتفاني كأب إلى صورة رجل سكير يسيء إلى ابنه مات، مما أدى إلى تعديل الأسباب التي جعلت ديرديفل يصبح محاميًا. أصبح الشرير سبايدر مان كينغ بن العدو الرئيسي الجديد لديرديفل، مما أزاح معظم شخصياته الشريرة الأخرى. كما قدم ميلر شخصية بانشر إلى السلسلة، وهو منتقم قاتل تم إنشاؤه سابقًا في الرجل العنكبوت المدهش. كان البانشر يمثل نقيضًا لديرديفل لأنه مدفوع بالانتقام بدلاً من العدالة، ومستعد لاستخدام القوة المميتة. ومع ذلك، ومعذبًا بالذنب، بدأ ديرديفل نفسه في التحول إلى نوع من بطل مضاد. في العدد #181 (أبريل 1982)، حاول قتل بولساي برميه من مبنى طويل؛ وعندما نجا الشرير كـ رباعي الشلل، اقتحم غرفة المستشفى الخاصة به وحاول إخافته حتى الموت بلعب نسخة من روليت روسي مع مسدس فارغ سريًا.
دمج ميلر أسلوبه السينمائي النوير في أول عدد له من ديرديفل. رسم ميلر أسطح نيويورك في محاولة لإعطاء فن "ديرديفل" شعورًا واقعيًا لم يكن شائعًا في كوميكس الأبطال الخارقين في ذلك الوقت. استلهم ميلر من ويل آيزنر ومويبيوس من تقاليد الكوميكس، والمخرجين السينمائيين أورسون ويلز، فريتز لانغ، وألفريد هيتشكوك كإلهام. علق أحد الصحفيين قائلاً:
أصبحت نيويورك ديرديفل تحت إشراف فرانك أكثر ظلمة وخطورة من نيويورك التي عاش فيها سبايدر مان في السابق. أصبحت مدينة نيويورك نفسها، وخاصة حي ديرديفل هيلز كيتشن، شخصية بقدر ما كانت شخصية المحارب الظل؛ كانت القصص غالبًا ما تدور على مستوى الأسطح، مع الأبراج المائية، والأنابيب، والمداخن التي تبرز لتشكل أفقًا يذكرنا بـ التعبيرية الألمانية وحوافها الظلية الدرامية.
بعد أن اقترح أونيل عليه أن يعطي ديرديفل أسلوب قتال واقعي، رسم ميلر مشاهد قتال مفصلة مع التركيز على فيزياء وتقنيات فن القتال الآسيوي. قدم ميلر نينجا في كانون ديرديفل، خصوصًا جيشًا شريرًا يسمى اليد. أنشأ ميلر شخصيات غير مرئية كانت لها دور كبير في شبابه: ستيك، زعيم طائفة النينجا، شاست، الذي كان معلم مردوك بعد أن فقد بصره؛ وإليكترى، الحبيبة المتقلبة وأحيانًا عضو في اليد. تم قتل إليكترى في النهاية على يد بولساي، في عدد صادم ومقروء على نطاق واسع كان أحد الأحداث الفارقة في الكوميكس في العقد.
مع العدد #185، بدأ جانسون في رسم الأعداد بناءً على تصميمات ميلر، وبعد العدد #191 غادر ميلر السلسلة تمامًا. تحول أونيل من محرر إلى كاتب. لم يكن أونيل متحمسًا للتحول، قائلاً لاحقًا "أخذت الوظيفة أساسًا لأنه لم يكن هناك (أو لم يكن هناك أي مرشحين آخرين) لهذا المنصب." غادر جانسون بعد ميلر، وحل محله في البداية الفنان ويليام جونسون وفنان التلوين داني بولانادي، الذين تم استبدالهم بـ ديفيد مازوكيلي.

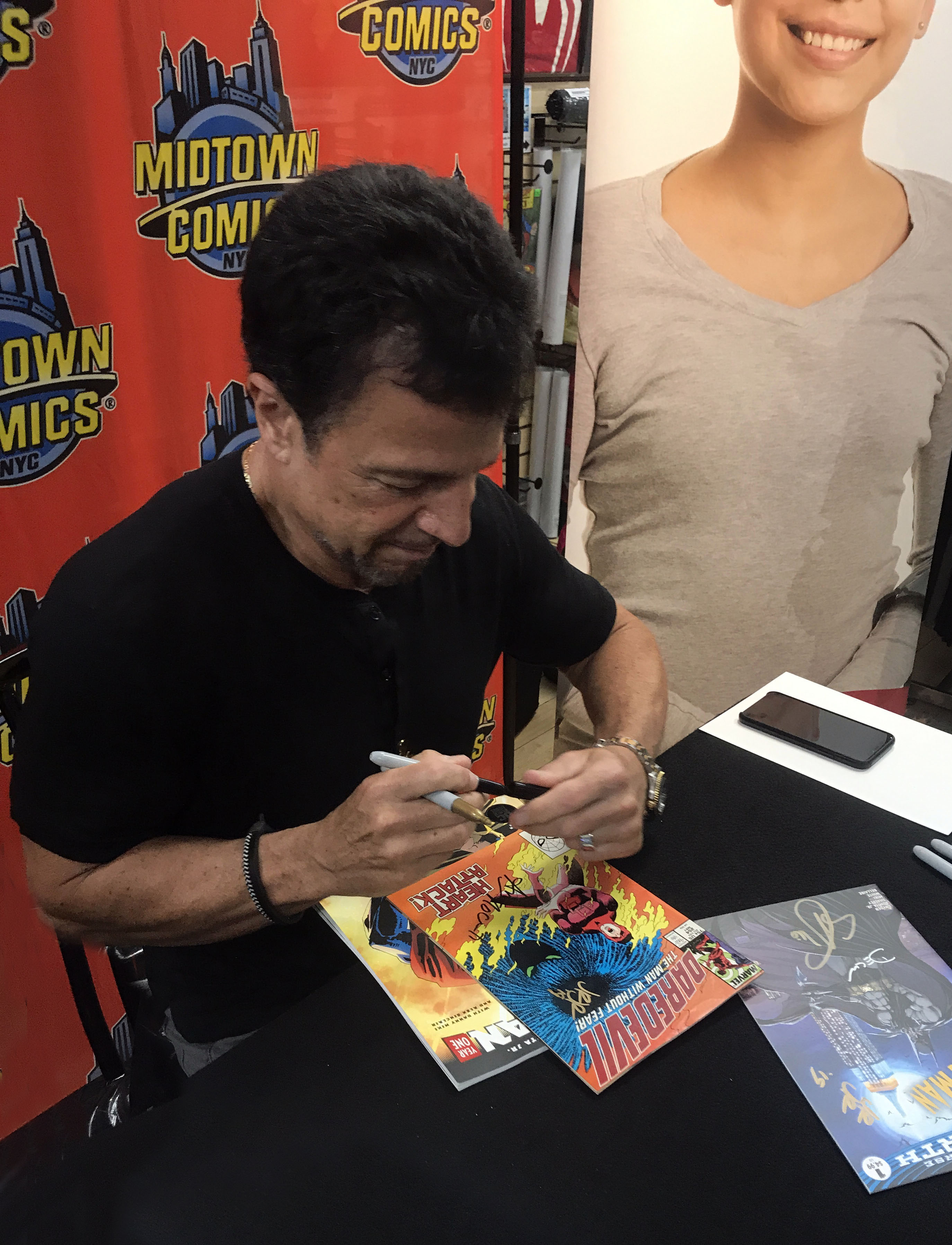
الفنان جون روميتا الابن، يوقع نسخة من العدد 254 من السلسلة في ميدتاون كوميكس في مانهاتن

واصل أونيل أسلوب ميلر وماكنزي في السلسلة، لكنه ابتعد عن تصوير الشخصية كبطل مضاد من خلال جعله لا يقتصر على حياة بولساي، بل يعبر عن شعور بالذنب بشأن محاولتيه السابقتين لقتله. في الفترة التي كتبها أونيل، تقتل هيذر جلين نفسها في ديرديفل #220 (مارس 1985). عاد ميلر ككاتب منتظم للعنوان، وشارك في كتابة العدد #226 مع أونيل. قام ميلر وفنان ديفيد مازوكيلي بصياغة القصة المشهورة "مولود من جديد" في الأعداد #227–233. في قصة "مولود من جديد"، تعود كارين بيج كنجمة أفلام إباحية مدمنة على الهيروين، وتبيع هوية ديرديفل السرية مقابل المال لشراء المخدرات. يحصل كينغ بن على المعلومات، وفي عمل من الانتقام، ينظم تلفيقًا يؤدي إلى فقدان مردوك رخصته كمحامي. كما يكتشف مردوك أن أمه المفقودة، ماغي، التي كان يعتقد أنها ميتة، تعيش راهبة. ينهي ميلر القصة بنهاية إيجابية، حيث يعيد مردوك الاتصال بكارين بيج. كان ميلر يعتزم إنتاج قصة من جزئين مع الفنان والت سيمونسون لكن القصة لم تكتمل وظلت غير منشورة. كانت فترة ميلر في الكتابة ناجحة تجاريًا بشكل ضخم؛ كانت قصصه في ديرديفل هي الوحيدة التي تنافس مبيعات كريس كليرمونت في أنكاني إكس مين، السلسلة الأكثر مبيعًا في الثمانينيات.
تبع ذلك ثلاث أعداد بديلة قبل أن يتولى ستيف إنغلهارت (تحت اسم مستعار "جون هاركنيس") تولى منصب الكاتب، ليخسره بعد عدد واحد بسبب صراع في الحبكة مع أحد الأعداد البديلة.

### أواخر الثمانينيات: فترة آن نوكِنْتي
أصبحت آن نوكِنْتي الكاتبة المنتظمة الأطول مدة في السلسلة، حيث استمرت في الكتابة لمدة أربع سنوات وربع من العدد #238 إلى #291 (يناير 1987 – أبريل 1991). استمر التغيير في الفنانين على مدار سنتها الأولى، حتى انضم جون روميتا الابن كرسام من العدد #250 إلى #282 (يناير 1988 – يوليو 1990) إلى جانب الفنان التلوين آل ويليامسون، الذي استمر في العمل حتى العدد #300. في هذه الفترة، عاد مردوك إلى مهنته كمحامٍ بعد أن شارك مع كارين بيج في تأسيس عيادة غير ربحية لمكافحة المخدرات والقضايا القانونية. قصص نوكِنْتي تتعامل مع مواضيع مثل النسوية، إدمان الكحول، وحقوق الحيوان. قدمت نوكِنْتي الشخصية الشريرة تايفويد ماري، التي أصبحت خصمًا متكررًا. تايفويد ماري تعاني من اضطراب الهوية الانفصامي؛ بينما تكون هويتها "تايفويد" شريرة، فإن شخصيتها الأخرى، ماري ووكر، التي تواعد ديرديفل، تكون حلوة ومتحفظة. أنشأت نوكِنْتي شخصية تايفويد ماري بعد تفكيرها في تجارب العمل في مستشفيات المرضى النفسيين، حول حالة اضطراب ثنائي القطب، والصور النمطية عن النساء في كوميكس الكتب المصورة. في قصة نوكِنْتي، يصبح مردوك متشردًا في شمال ولاية نيويورك؛ وهذه كانت المرة الأولى التي يُؤخذ فيها الشخصية خارج بيئة حضرية. وتختتم نوكِنْتي فترة كتابتها بتحول إيجابي في مصير مردوك: حيث يعود إلى هيلز كيتشن، ويستعيد شعوره بذاته، ويصالح مع فوغى نيلسون، ويقرر البحث عن كارين بيج.

### التسعينيات: د. ج. تشيستر وعودة فرانك ميلر
استمر الكاتب الجديد د. ج. تشيستر من حيث انتهت نوكِنْتي. في الجزء الأول من فترته، ينجح ديرديفل في الإطاحة بـ كينغ بن من قيادة إمبراطوريته الإجرامية. هذه القصة تعكس قصة "Born Again" لميلر، حيث أنه في هذه المرة، يصبح كينغ بن هو من يُسلب سلطته بدلًا من ديرديفل. تركز الأعداد التالية على وصف مفصل للبيئة الاجتماعية لمدينة نيويورك. بدءًا من العدد #305 (يونيو 1992)، أصبح سكوت ماكنيل هو الرسام الجديد للسلسلة. كان أسلوب ماكنيل أكثر مبالغة ودرامية، بما يتماشى مع أسلوب الرسامين الأكثر شهرة في أوائل التسعينيات مثل تود مكفارلين وروب ليفيلد.
عاد فرانك ميلر إلى الشخصية وأصوله مع السلسلة المحدودة من خمس أعداد ديرديفل: الرجل بلا خوف في 1993. بالتعاون مع الفنان جون روميتا الابن، وسّع ميلر إعادة الكتابة لحياة وموت والد مردوك، "باتلينغ جاك" مردوك، ولقاءاته الأولى مع كينغ بن وفوغى نيلسون. أضافت القصة دور ستيك في نشأة ديرديفل، بالإضافة إلى بداية علاقة مردوك العاطفية المأساوية مع إليكترى. في هذا التصور، أصبحت إليكترى أكثر سيطرة وفعالية كشخصية، وأكثر عدوانية جنسيًا. بالنسبة لهذه القصة، استلهم ميلر وروميتا من والتر موسلي وميكي سبيلين كإلهام. في البداية، كان ميلر قد أعد السلسلة كتصور لمسلسل تلفزيوني مقترح.
عاد فريق تشيستر وماكنيل مع قصة "السقوط من النعمة" في الأعداد #319–325 (أغسطس 1993 – فبراير 1994). في هذه الفترة، قام ماكنيل بتقليد أسلوب فرانك ميلر في كوميكس الجريمة النوار مثل Sin City. إليكترى، التي تم إحياؤها في العدد #190 ولكن لم تظهر منذ ذلك الحين، عادت أخيرًا. بعد إصابة ديرديفل، أنشأ زيًا واقيًا من المواد البيوميمتكية، يشبه معدات موتوكروس: الأحمر والرمادي مع دروع بيضاء على الأكتاف وحمايات الركب. كانت أنديته المحدثة قابلة للتوصيل لتشكل ننشاكو أو عصا بو. أصبحت هويته السرية معروفة للجميع، مما دفعه إلى التظاهر بموته وتبني هوية جديدة باسم "جاك باتلين". استمر هذا الهوية الجديدة والزي في العديد من قصص الأحداث. تم تجاهل فترة تشيستر اللاحقة بشكل عام من قبل النقاد والمعجبين كأمثلة على "كوميكس الحدث" المثيرة التي أصبحت سائدة في التسعينيات. ومع ذلك، قدمت السلسلة بعض المواضيع التي تمت العودة إليها لاحقًا، مثل قدرة مردوك المتزايدة على الحفاظ على هويته السرية.
فترة قصيرة من جي. م. ديمايتيس أعادت ديرديفل إلى زيّه الأحمر التقليدي وهوية مات مردوك. تحت إشراف كارل كيسيل، اكتسب العنوان نغمة أخف، حيث عاد ديرديفل إلى البطل المفعم بالحيوية والدعابات كما كان يصوره الكتاب في السابق. انضم مات وفوغى (الذي أصبح الآن يعلم بهوية مات المزدوجة) إلى مكتب محاماة تديره والدة فوغى، روزاليند شارب.

## ديرديفل الجزء الثاني (1998-2011)

### أواخر التسعينيات: جو كويسادا، كيفن سميث وديفيد ماك
في 1998، تم إعادة تشغيل ترقيم ديرديفل، مع إلغاء العنوان بالعدد #380 وإحيائه بعد شهر كجزء من علامة مارفل نايتس. كانت مارفل تواجه الإفلاس، واتصلت بـ جو كويسادا، المحرر في دار نشر كوميكس مستقلة تسمى إيفينت كوميكس. كانت إيفينت ناجحة رغم السوق الصعب لصناعة الكوميكس في بداية القرن، بسبب خياراتها الإبداعية المغامرة واحترامها للفنانين والكتاب. كان ديرديفل على وشك الإلغاء بسبب انخفاض المبيعات. قامت مارفل بإعطاء أربعة شخصيات--"بانثر الأسود"، و"بونيشر"، و"الإنهومنز"، و"ديرديفل"--إلى إيفينت وأعطتهم التحكم التحريري تحت اسم "مارفل نايتس". كان ديرديفل الأكثر رسوخًا من بين الأربعة؛ قال كويسادا لاحقًا "كنا بحاجة إلى شخصية نعرف أننا يمكن أن نفعل معها شيئًا حقيقيًا؛ والتي لها إرث. وكانت هذه الشخصية هي ديرديفل."
رسم كويسادا القصة الأولى من السلسلة الجديدة، "غارديان ديفيل" من 1998 إلى 1999، التي كتبها صانع الأفلام كيفن سميث. كان سميث قد صنع سابقًا الأفلام الكوميدية Clerks، Mallrats، وChasing Amy. وبفضل شهرة سميث في تلك الفترة، حققت السلسلة مبيعات مرتفعة. يقول كويسادا أن كتابة سميث للعدد الأول من ديرديفل، الجزء 2، "غيرت كل شيء" وأن هذا "ربما يكون التطور الأهم في هذه الحقبة من الكوميكس، من التسعينيات حتى اليوم." يقول كويسادا إن السبب في ذلك هو أن سميث كان أول مخرج هوليوودي يكتب كوميكس بطل خارق رئيسي، وقد شجع ذلك الكتابة التالية من كتاب من السينما والتلفزيون والأدب. تصور قصة سميث ديرديفل وهو يكافح لحماية طفل يُقال إنه قد يكون المسيح الدجال. يمر مردوك بأزمة إيمان تتفاقم باكتشافه أن كارين بيج قد أصيبت بـ الإيدز، وهي التي تبين لاحقًا أنها كانت خدعة. يتم قتل بيج لاحقًا على يد بولساي. عادت بلاك ويدو أيضًا إلى السلسلة، ويبدو أن العلاقة بينهما استؤنفت. يكتشف ديرديفل في النهاية أن الطرف المسؤول الحقيقي عن الخطة هو Mysterio، الذي كان يموت من السرطان. يتركه ديرديفل لينتحر.
خلف سميث الكاتب والفنان ديفيد ماك، الذي قدم القصة "أجزاء من حفرة" (الجزء 2، #9–15). كان ماك معروفًا سابقًا بعمله في الكوميكس المستقلة التجريبية Kabuki. يتبع ماك عادةً أسلوب الوسائط المختلطة والكولاج الذي يعد غير تقليدي في كوميكس الأبطال الخارقين السائدة. تعاون ماك مع كويسادا لإنتاج مزيج من الرسم التقليدي في كوميكس الكتب المصورة. قدمت القصة شخصية مايا لوبيز، المعروفة أيضًا بـ إيكو، وهي فنانة قتالية صماء. لقد أشاد النقاد بالشخصية والقصة باعتبارها تمثيلًا معقدًا ومتعدد الجوانب لبطل خارق لاتيني من ذوي الإعاقة، وعلاقة غير تقليدية لديرديفل.

### الألفينات
سلسلة الميني "ديرديفل: الأصفر" في 2001، التي كتبها جيه ب. لواب, قدمت تصورًا آخر لأصول شخصية ديرديفل، متبعة أسلوب عرض الرسائل التي كتبها ديرديفل إلى كارين بيج بعد وفاتها. السلسلة تعرض التنافس المبكر بين مات مردوك وفوغى نيلسون على حب كارين بيج، وتتضمن العديد من الأحداث التي تم تصويرها في الأعداد الأولى من سلسلة "ديرديفل". يظهر كل من الأشرار البوم والرجل الأرجواني كخصوم. في هذه القصة، ينسب ديرديفل الفضل إلى كارين في صياغة عبارة "الرجل بلا خوف"، وتُقترح عليها فكرة أن يرتدي ديرديفل زيًا موحدًا بلون الخمري بدلاً من اللون الأحمر الداكن والأصفر.

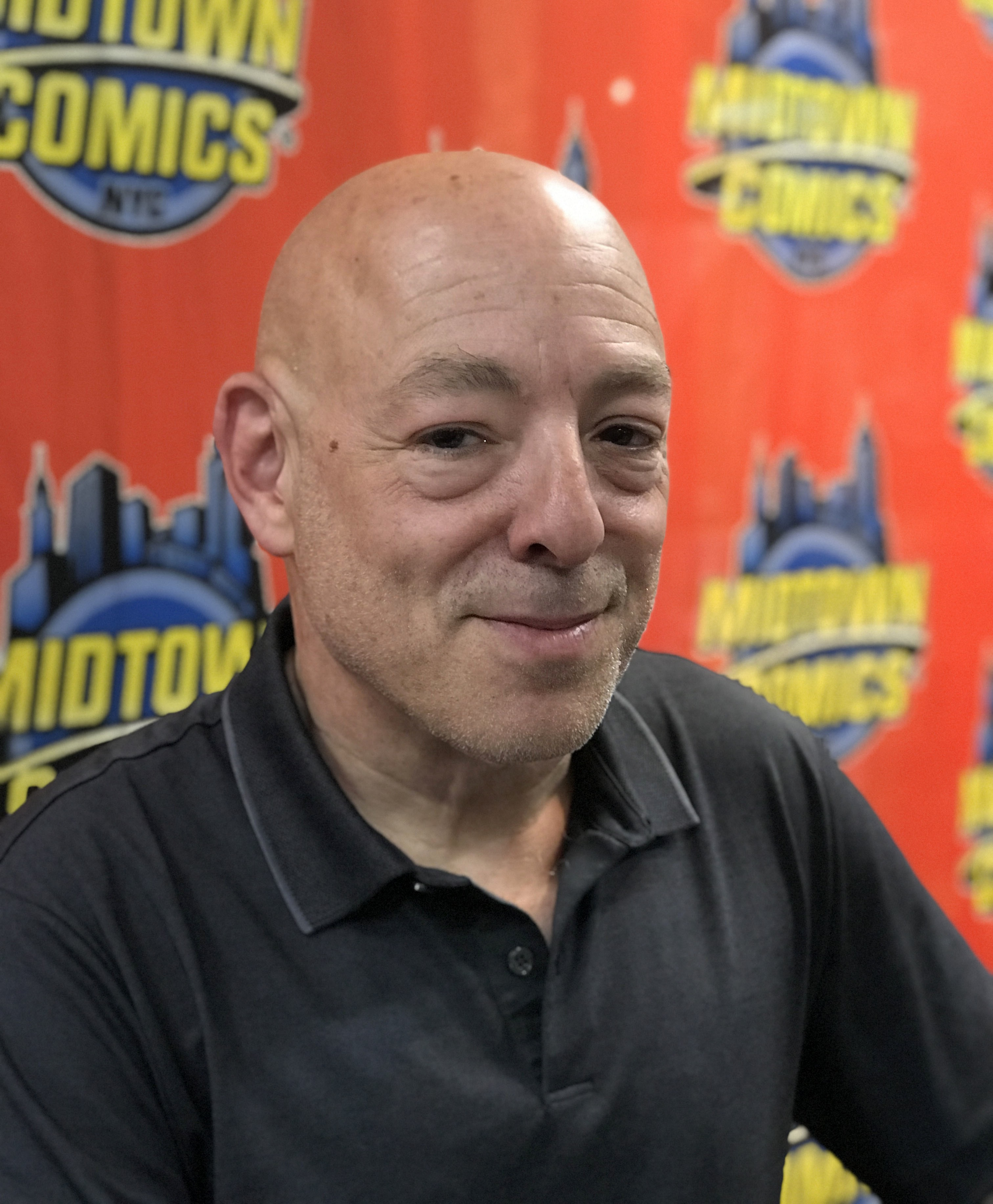
براين مايكل بنديس كتب سلسلة طويلة من قصص ديرديفل في الألفينات.

أحضر ديفيد ماك زميله براين مايكل بنديس إلى مارفل لكتابة السلسلة التالية "استيقظ" في الجزء 2، الأعداد 16-19 (مايو 2001 – أغسطس 2001)، التي تتبع الصحفي بن يوريش أثناء تحقيقه في التداعيات بعد قتال ديرديفل مع "الضفدع القافز" الجديد، خاصة على ابن الضفدع الصغير. بعد فترة من الانقطاع، استأنف بنديس قوسه في العدد #26 (ديسمبر 2001). في هذه القصة، يلتقي مردوك بحبه المستقبلي ميلا دونوفان، وهي أيضًا عمياء. لاحقًا، تفكر ميلا في إلغاء الزواج بناءً على خيانة مردوك. كما تستكشف قصة بنديس إعادة ظهور كينغ بن، خيانة من قبل معاونين له (بما في ذلك ابنه)، والانتقام من هذه الخيانة التي نفذتها زوجته، فانيسا فيسك. تتولى فانيسا فيسك إمبراطورية كينغ بن وتبيعها إلى المتجنسين وإلى عملاق العقارات دونالد ترامب. عندما يحاول كينغ بن العودة إلى السلطة، يهزمه ديرديفل لدرجة العجز ويعلن نفسه "الملك الجديد" لمدينة هيلز كيتشن، محظرًا كل الأنشطة الإجرامية. في فترة بنديس وماليف، يتم تسريب هوية ديرديفل السرية، أولًا إلى الـ FBI، ثم إلى الصحافة. يصبح يائسًا من الحفاظ على هويته السرية المتزعزعة، مستعدًا للتضحية بالكثير في خدمة هذا الهدف. في نهاية قصة بنديس، يتم اعتقال مردوك وسجنه جنبًا إلى جنب مع خصومه، مع أمل الـ FBI في أن يُقتل على يد أعدائه. فاز بنديس بجائزة جائزة آيسنر لأفضل كاتب عن عمله في ديرديفل، وكذلك عن عناوين أخرى متزامنة، في 2002 و2003. فازت سلسلة ديرديفل من تأليف بنديس وماليف بجائزة آيسنر لأفضل سلسلة مستمرة في 2003. يقول بنديس أنه تم تهنئته على هذا الإنجاز من قبل فرانك ميلر. ومع ذلك، مزح ميلر معه قائلاً إن الجائزة كانت له أيضًا؛ فرد بنديس قائلاً: "أنا سعيد لأنه كان يعلم أنني كنت أعلم أنه بدون وجوده، لما كان ما فعلناه موجودًا."
استمر تأثير تسريب هوية مردوك كديرديفل كعنصر رئيسي في القصة بعد تولي فريق إبداعي جديد، الكاتب إد بروبيكر والفنان مايكل لارك، بدءًا من العدد 82 من "ديرديفل" الجزء 2 (فبراير 2006). يقول بروبيكر إنه في وجهة نظره، "ديرديفل هو أحد أكثر الكوميكس التجريبية السائدة في الصناعة"، ويستمد إلهامًا من الأدب النوار. يبدأ قوس بروبيكر عندما يكون مردوك في السجن. يتنكر شخصية أخرى كديرديفل في هيلز كيتشن. يكتشف مردوك لاحقًا أن هذا الديرديفل المزيف هو صديقه داني راند، البطل الخارق آيرون فيست. قدم بروبيكر شخصية جديدة ماستر إيزو، محارب أعمى آخر أسس الـتشاست منذ قرون. تتضمن سلسلة بروبيكر أيضًا ليلي لوكا، شخصية أنثوية جديدة تم التلاعب بها من قبل مستر فير. فاز بروبيكر بجوائز آيسنر لأفضل كاتب عن عمله في ديرديفل وعناوين أخرى في 2007 و2008 و2010. آي جي إن صنف ديرديفل كأفضل سلسلة من مارفل في 2006. اعتبر الناقد الكوميكس رايان ك. ليندسي قصص بروبيكر مشابهة لأفلام النوار الحديث والمخرجين السينما الأمريكية الجديدة في السبعينيات مثل مارتن سكورسيزي ورومان بولانسكي وسام بيكينبا .
في 2009، كتب الكاتب الجديد أندي ديجل قصة جديدة حيث يتولى ديرديفل قيادة جيش النينجا اليد. استمر هذا في "عدد واحد" بعنوان Dark Reign: The List – Daredevil.

## ديردفيل، المجلد 5 (2015-2019): حقبة تشارلز سول
بدأت سلسلة جديدة في إطار العلامة التجارية مارفل جديدة كليًا ومختلفة تمامًا (بالإنجليزية: All-New, All-Different Marvel)، كتبها تشارلز سول مع الرسام رون غارني، وتم إصدار أول عددين في ديسمبر 2015. في هذه السلسلة، يعود مات إلى نيويورك حيث يعمل الآن كمساعد للمدعي العام. تظهر فلاشباكات في قصة لاحقة كيف استعاد مردوك هويته السرية: كائنات خارقة للطبيعة تعدل ذاكرة الجميع على الأرض باستثناء فوغي نيلسون. يصف تيموثي بيترز هذه التويست بأنها "سخيفة للغاية" لكنها ضرورية لإعداد المناورات المستقبلية التي تعتمد على التباين الاجتماعي لهوية سرية. يرى بيترز أن القصة التالية تمثل توضيحًا مثيرًا لتوقعات وآراء معاصرة حول النظام القانوني. باستخدام هويته السرية المستعادة، يتمكن مردوك من الاستفادة من قضية قانونية لاحقة لإرساء سابقة في المحكمة تسمح للأبطال الخارقين بالإدلاء بشهاداتهم في المحكمة دون الحاجة إلى الكشف عن هوياتهم السرية. على الرغم من تدخل كينغ بن، ينجح مردوك في عرض هذه السابقة على المحكمة العليا بحيث يحصل جميع الأبطال الخارقين على نفس الحقوق في القضايا المستقبلية، وبعد ذلك يعود إلى زيّه الأحمر التقليدي.

## ديردفيل المجلد. 6 و 7 (2019-2023): عصر تشيب زدارسكي
في فبراير 2019، بدأت السلسلة في مجلد جديد من تأليف تشيب زدارسكي مع الرسام ماركو كيشيتو. في هذه القصة، يصبح كينغ بن عمدة نيويورك، مما يتيح للمجرمين التقدم على الأبطال.
في قوس زدارسكي، يقرر ديرديفل التوقف عن نشاطاته الخارقة بسبب الشعور بالذنب بعد قتله لص في حادث. عندما يغزو فريق من الأشرار هيلز كيتشن، يعود للقتال إلى جانب إليكترا والمواطنين العاديين الذين تبنوا هوية "ديرديفل" بشكل جماعي. في أعقاب المعركة، يسلم نفسه للشرطة. يواصل إخفاء وجهه بقناعه، ويصرح أنه يريد أن يواجه المحاكمة عن جرائمه ولكن على شرط أن لا تُكشف هويته أبدًا. يعترف طواعية بالقتل ويتم الحكم عليه بالسجن. أثناء فترة سجنه، تتخذ إليكترا زي ديرديفل وتحمي هيلز كيتشن بتكليفه. في السجن، يتصارع مردوك مع فكرة أن ديرديفل ومات مردوك يعملان معًا لإدخال الناس إلى السجون، وهو ما يراه تدميرًا لحياة الناس دون إصلاحهم أو وضعهم على الطريق الصحيح. تم ترشيح زدارسكي لجائزة إيسنر عن كتابته لهذه السلسلة.
في أغسطس 2021، تم التأكيد على أن المجلد 6 من السلسلة سينتهي في نوفمبر 2021، في العدد #36. السلسلة تواصلت إلى حدث تقاطع "Devil's Reign" بنفس الفريق الإبداعي.بعد انتهاء السلسلة، تم إطلاق سلسلة جديدة لـديرديفل، كتبها أيضًا زدارسكي، في يوليو 2022. في مايو 2023، تم الإعلان أن المجلد 7 ووقت زدارسكي في ديرديفل سينتهيان مع العدد #14 في أغسطس 2023، مع إطلاق مجلد جديد من كتابة سالدين أحمد ورسم آرون كودر في سبتمبر من نفس العام.

## استقبال
أشاد إمباير بفترة فرانك ميلر، وأشار إلى براين مايكل بنديس، جيب لواب، وكيفن سميث فترات عملهم في السلسلة.
صنف "كوميك بوك ريسورسيز" ديرديفل كأبطال مارفل الـ13 الأفضل، وقال إنه كان يمتلك أفضل القصص المصورة العامة لأن "الكتّاب استطاعوا صياغة رؤيتهم كما أرادوا، وهو ما ليس دائمًا ممكنًا مع العناوين الأكثر شهرة".
حصلت السلسلة أيضًا على الجوائز التالية:
- ديرديفل #227: "نهاية العالم"، أفضل عدد فردي – جوائز كيربي 1986
- ديرديفل: مولود من جديد، أفضل كاتب/فنان (فردي أو فريق)، فرانك ميلر وديفيد مازوتشيلي – جوائز كيربي 1987
- ديرديفل: الرجل الذي لا يخاف، أفضل سلسلة مصورة محدودة – جوائز دليل المشتري للكوميكس 1993 [147]
- ديرديفل من تأليف براين مايكل بنديس وفنان أليكس ماليف، جوائز إيسنر 2003 (لأعمال نشرت في 2002)[148]
- ديرديفل أفضل كاتب، إيد بروبيكر – جوائز هارفي 2007
- ديرديفل #7، أفضل عدد فردي (أو واحد فقط) – جوائز إيسنر 2012 (لأعمال نشرت في 2011)[149]
- ديرديفل من تأليف مارك ويد وفناني ماركوس مارتن وباولو ريفيرا وجو ريفيرا، أفضل سلسلة مستمرة – جوائز إيسنر 2012
- ديفيد مازوتشيلي من ديرديفل: مولود من جديد: مجموعة الفن، تم تحريرها من قبل سكوت دنبير (IDW)، أفضل مجموعة أرشيفية – جوائز إيسنر 2013
- كريس سامني، ديرديفل الجزء 3، أفضل رسام/محدد – جوائز إيسنر 2013

## الطبعات المجمعة
تم تجميع سلسلة الكوميكس ديرديفل في العديد من ألبومات الورق المقوى والأوميوبوس.